# Asirski pravni sustav
Asirski pravni sustav imao je kao svoj vrhovni autritet boga Ašura, što je u praksi značilo da je načelu pravnog sustava njegov predstavnik na zemlji, kralj, kao vrhovni sudac u zemlji.

## Praksa rješavanja parnica
Kralj je ipak rijetko vršio tu službu, a većina se slučajeva riješavala na nižim razinama. U drevnoj Asiriji sudstvo nije bilo odijeljeno od državne uprave. Najveći broj slučajeva rješavali su sami zainteresirani pojedinci, često uz sudjelovanje treće strane kao objektivnog arbitra. Najčešće je ovu treću stranu predstavljao jedan od susjeda. Nisu postojali sudovi ni kodificirani zakoni. Asirski zakoni sastojali su se od običaja i prethodne prakse. Parnice koje se nisu mogle riješiti među dvjema sukobljenim stranama uz pomoć trećeg objektivnog pojedinca, prenošene su na službenu državnu upravu.

## Zakonski dokumenti
U Asiriji je zakonski dokument bio zapisnik o ugovoru između dvije ili više strana, koji je uključivao imena svjedoka, ime zapisničara, te nadnevak ugovora. Tome valja pridodati i utisnute pečate glavnih sudionika ugovora. Ako je neki pojedinac bio presiromašan da bi posjedovao pečat, utisnuo je nokat u glinu i to je zabilježeno u dokumentu. Zakonski su spisi obično pohranjivani u svojevrsne koverte od gline, a sažetak ugovora zapisan je s njezine vanjske strane. Postojali su i zakonski dokumenti na aramejskom, zapisani na pergamentu ili papirusu, no nijedan se od njih nije do danas sačuvao. Sačuvali su se samo glineni pečati s natpisom na asirskom koji su zatvarali povez tih dokumenata.

### Četiri glavne vrste pravnih dokumenata
Četiri glavne vrste asirskih pravnih dokumenata bili su dokumenti o vlasništvu, ugovorima, računi i sudski zapisi.

#### Dokumenti o vlasništvu
Dokumenti o vlasništvu odnosili su se na svako prenošenje vlasništva, a u tu su skupinu, osim dokumenata o prodaji, pripadali i spisi koji su se odnosili na iznajmljivanje, brak, usvajanje i nasljedstvo. U njima su bile sadržani i koraci protiv eventualnih budućih zahtjeva, te kazne predviđene za lažno polaganje prava. Te su se kazne mogle kretati od prinošenja neke žrtve kojem od božanstava, do spaljivanja najstarijeg sina ili gutanja ogromne količine vune, što je zapravo bilo ravno samoubojstvu. Nema međutim dokaza da su ove najteže kazne ikad provedene. U slučaju prodaje roba, prodavač je obično jamčio da se rob neće razboliti kroz sljedećih sto dana.

#### Ugovori
Ugovori su sadržavali određene obveze jedne ugovorne strane u odnosu na drugu. Ovamo su pripadali i ugovori o posudbi, posebice o najmu zemlje. Kamate su pritom bile izuzetno velike, pa su mnogi ostajali u dugovima do smrti, a često su i bankrotirali te morali postati robovima. U slučaju otplate duga, pločica s ugovorom bivala je razbijena.

#### Računi
Računi o naplati duga izrađivali su se tek u iznimnim slučajevima, pa je ova vrst zakonskog dokumenta vrlo rijetka. Vjerovnik je imao obvezu pružiti dokaz o dugu. Ako to nije bio u stanju uz pomoć zapisa o posudbi, nije mogao imati nikakvih zahtjeva prema dužniku.

#### Sudski zapisi
Sudski zakonski spisi bili su osobito rijetki, jer se većina parnica rješavala na nižoj razini. Tek kad je to postalo nemoguće, strane su se obraćale državnoj upravi. Tada je izrađivan službeni zapisnik o parnici. Ipak, nije ovdje riječ o pravim sudskim zapisima, jer nisu postojali niti pravi sudovi. Obično su se parnice rješavale pred seoskim ili gradskim upraviteljima. U slučaju da se ni ovdje nije moglo naći rješenje, strane su poslane na »božji sud«, no do danas nije sasvim jasno kako je taj sud tekao, a nije jasno ni na koji je način izricana ta božja presuda. U upravnim stvarima, svaki se asirski podanik mogao izravno pozvati na kralja.

## Ubojstvo i ranjavanje
Ubojstvo i ranjavanje bili su posebni slučajevi. I oni su se obično rješavali međusobno, a to osobito stoji za ubojstvo, kojem je slijedila krvna osveta. Na državnoj razini, smrću je kažnjavana izdaja. Drugih zločina kojima bi se država bavila nije bilo, pa nisu postojali ni zatvori, premda se pojedinca moglo zatvoriti iz političkih razloga.